# Jean André Delorme
Jean André Delormefue un escultor francés, nacido el 31 de enero de 1829 en Sainte-Agathe-en-Donzy y fallecido el año 1905 en la misma ciudad.

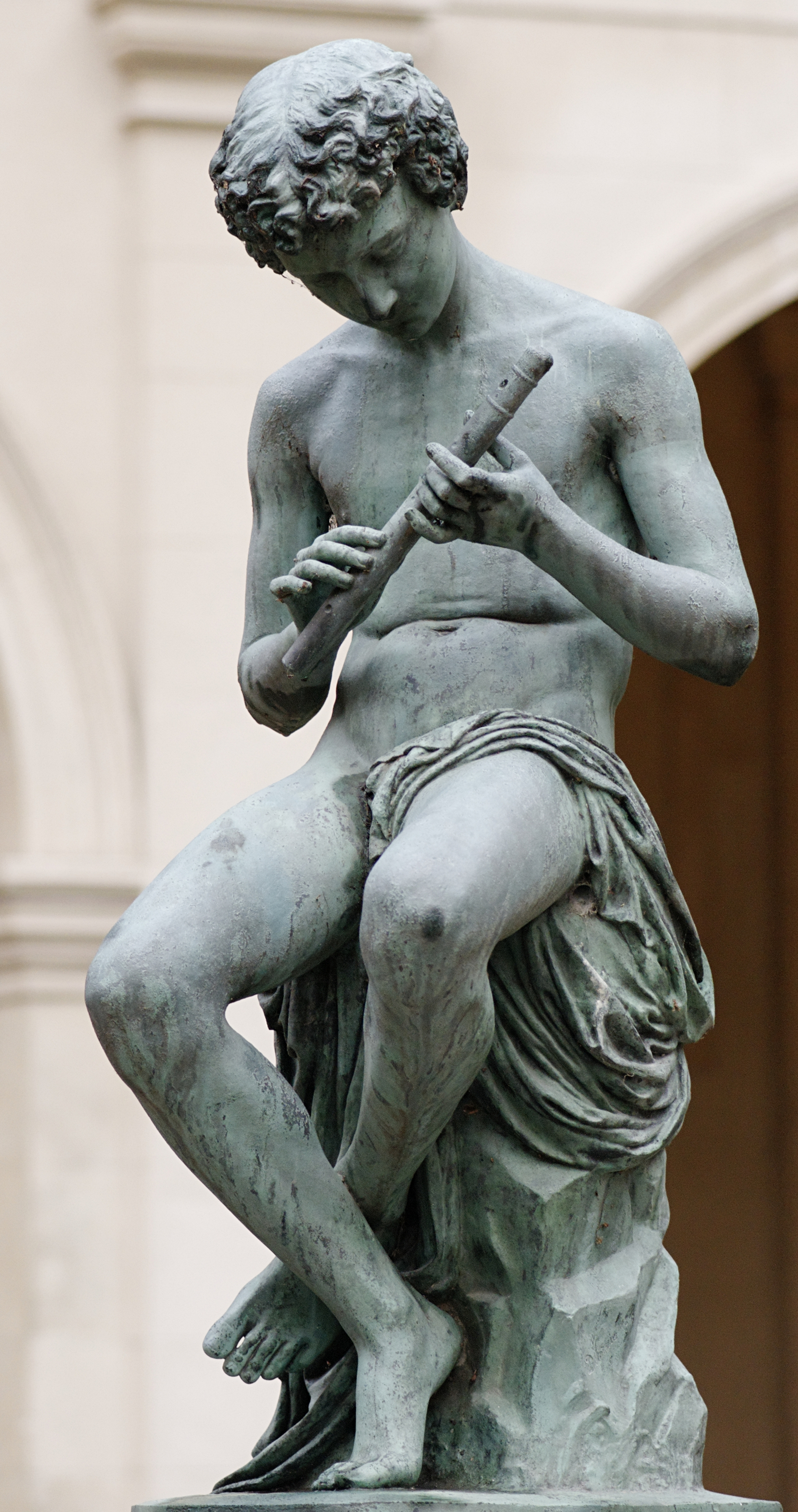
Flautista, en el Museo de Bellas Artes de Lyon

## Datos biográficos
Nacido en la población de Sainte-Agathe-en-Donzy a principio del año 1829.
Fue alumno de la Escuela nacional superior de las bellas artes de París.
En 1857, obtuvo un segundo premio de Roma en escultura, por detrás de Joseph Tournois.
Participó en los salones de París. En el de 1874 presentó fuera de concurso la escultura titulada Benjamin. En el de 1894 presentó su alegoría del comercio, que fue fotografiada por Jean André Michelez

## Obras
Entre las mejores y más conocidas obras de Jean André Delorme se incluyen las siguientes:
- Flautista - LE JOUEUR DE FLUTE,[2] 1861, mármol y bronce, en el museo de Bellas Artes de Lyon[5]

- Psyque - PSYCHE, bronce, en el museo de Bellas Artes de Lyon[6]
- Figura alegórica del Comercio, presentada en el Salón de 1894.[4]
- Benjamin, presentada en el Salón de París de 1874[3]